# VideoTrace
VideoTrace是一種3D立體模型軟體，是澳洲視覺技術中心（Australian Centre for Visual Technologies）在Siggraph發表。使用者可以透過繪製線條，VideoTrace可以將這些線條結構運算出一組完整的3D立體模型，進而產生逼真的3D物件。